# Triclistus rubellus
Triclistus rubellus là một loài tò vò trong họ Ichneumonidae.